# Bert Hinnen
Lambertus G. (Bert) Hinnen (ca. 1946) is een Nederlands politicus van de PvdA.
Hinnen was wethouder in Heino voor hij in 1990 burgemeester werd van de toenmalige Drentse gemeente Zweeloo. In 1996 volgde zijn benoeming tot burgemeester van de Overijsselse gemeente Wijhe die per 1 januari 2001 fuseerde met Olst tot de gemeente Olst-Wijhe. Hinnen werd burgemeester van die nieuwe gemeente wat hij bleef tot zijn vervroegde pensionering in 2007. In 2001 werd hij vanwege een hartoperatie tijdelijk vervangen door Remmelt Lanning.